# Шедгам – Ер-Ріяд
Шедгам — Ер-Ріяд — газопровідна система у Саудівській Аравії, передусім створена для забезпечення блакитним паливом столичного регіону.
Наприкінці 1990-х в Саудівській Аравії узялись за реалізацію масштабного проекту зі збільшення видобутку природного газу шляхом залучення в розробку родовищ Гавія та Гарад, що були виявлені під південними секторами найбільшого в світі нафтового родовища Гавар. При цьому вирішили подати блакитне паливо до столичного регіону, для чого в 2000 році ввели в дію трубопровід SRG-1 (Shedgum Riyadh Gas-1) довжиною 245 км та діаметром 1400 мм, що починається від газопереробного заводу Шедгам, повз який проходить газотранспортний коридор Гарад — Беррі. Невдовзі після початку газопровід виходить на трасу нафтопровідного коридору Абкайк – Янбу в районі насосної станції № 1 (PS-1) і далі йде у ньому до відмітки 916-й кілометр (KP916). У кінцевому пункті, а також на відмітці 943-й кілометр (KP943) ресурс передається до відгалужень на Ер-Ріяд. Крім того, починаючи з насосної станції № 3, що на відмітці 957-й кілометр, паралельно прямує газопровід Схід — Захід (варто відзначити, що в цьому трубопровідному коридорі відлік ведеться від червономорського порту Янбу, тому відмітка KP957 розташована на схід від КР916).
В 2007-му між Шедгам та PS-1 в межах першого етапу проекту SRG-2 проклали другу нитку довжиною 57 км з діаметром 1400 мм, що збіглося з тимчасовою конверсією у газопровід однієї з ниток нафтопроводу Абкайк — Янбу. В середині та другій половині 2010-х  SRG-2 довели до відмітки KP916, при цьому у проекті Схід — Захід почалось прокладання другої нитки, що бере початок саме з KP916.
Нарешті, у другій половині 2010-х проклали третю нитку SRG-3 з таким саме діаметром 1400 мм. При цьому її довжина становить лише 150 км, оскільки траса пролягає від PS-1, куди вивели трубопровід від нового газопереробного заводу Фадхілі, та завершується на PS-3 в місці сполучення з першою ниткою системи Схід — Захід.